# Sio Moore
Snorsio Alston "Sio" Moore (* 2. května 1990 v Monrovii, stát Libérie) je hráč amerického fotbalu nastupující na pozici Inside linebackera za tým Indianapolis Colts v National Football League. Univerzitní fotbal hrál za University of Connecticut, poté byl vybrán ve třetím kole Draftu NFL 2013 týmem Oakland Raiders.

## Vysoká škola a univerzita
Moore se narodil v západoafrické Libérii a poté se s rodiči přesunul do New Havenu v Connecticutu. Poté začal navštěvovat Apex High School, kde se čtyři roky věnoval atletice a americkému fotbalu na pozicích Linebackera, Running backa a Fullbacka. Protože dostal hodnocení dvě hvězdičky od webů Rivals.com a Scout.com, byl vyhodnocen až jako padesátý nejlepší Weak-side linebacker z celé země. 12. července 2007 přešel na University of Connecticut.
Na univerzitě hrál mezi roky 2008 až 2012 a během 41 zápasů si připsal 274 tacklů, 16 sacků a 4 interceptiony. Po skončení sezóny 2012 byl za své výkony vybrán do prvního all-stars týmu konference Big East a také Senior Bowlu.

## Profesionální kariéra
| Parametry před draftem |           |            |                |                    |             |             |        |          |                   |                 |              |
| Výška                  | Váha      | Délka paží | Velikost rukou | Sprint na 40 yardů | 10-yd split | 20-yd split | 20 ss  | 3 kužely | Vertikální výskok | Skok z místa    | Benchpress   |
| 6 stop 1 palec         | 245 liber | 33 ⅝ palce | 10 1/4 palce   | 4.65 s             | 1.58 s      | 2.64 s      | 4.31 s | 7.49 s   | 38 palců          | 10 stop 7 palců | 29 opakování |

### Oakland Raiders
Moore byl draftován ve třetím kole Draftu NFL 2013 jako 66. hráč celkově týmem Oakland Raiders. Jako nováček odehrál v první sezóně patnáct zápasů (11 jako startující hráč) a v nich zaznamenal 50 tacklů (12 asitovaných), 4,5 sacku a forced fumble. O rok později, přestože nastoupil pouze do jedenácti utkání, se zlepšil na 90 tacklů (23 asistovaných), 3 sacky, jednu zblokovanou přihrávku a forced fumble.

### Indianapolis Colts
4. září 2015 byl Moore vyměněn do týmu Indianapolis Colts za právo volby ve šestém kole Draftu NFL 2016. V sezóně 2015 nastoupil jako náhradník do 12 utkání a v nich zaznamenal 13 tacklů (4 asistované).